# Ван дер Вен, Яни
Адрианюс Виллем Хендрик (Яни) ван дер Вен (нидерл. Adrianus Willem Hendrik (Jany) van der Veen; 2 августа 1917, Амстердам — 28 декабря 2001, там же) — нидерландский футболист и тренер.

## Биография
Всю свою игровую карьеру Яни ван дер Вен провёл в одном клубе — «Аяксе». В сезоне 1948/49 он получил серьёзную травму, из-за чего был вынужден завершить свою карьеру. В дальнейшем ван дер Вен стал тренером, в основном работая в молодёжных командах различных клубов. В частности, отличился своей работой в «Аяксе», где все молодые игроки, попадавшие в основную команду, проходили через него. Ван дер Вен стал первооткрывателем талантов футбола шестидесятых — Йохана Кройфа, Барри Хюльсхоффа, Вима Сюрбира и других. Свою роль он сыграл и в их становлении как футболистов.

### Личная жизнь
Отец — Юрьен Сипко ван дер Вен, был родом из Остдонгерадела, мать — Хендрина Адриана Паулина Фриц, родилась в Амстердаме. Родители поженились в августе 1916 года в Амстердаме — на момент женитьбы отец был учеником машиниста. В их семье была ещё дочь по имени Вилхелмина Хендрина.
Женился в возрасте двадцати пяти лет — его супругой стала 26-летняя Луизе Петронелла (Лус) ван Нес, уроженка Утрехта. Их брак был зарегистрирован 4 февраля 1943 года в Амстердаме. В 1945 году родился сын Юрьен Сипко, названный в честь деда, но он прожил всего четыре дня. В 1947 году родилась дочь Луизе Петронелла, а в 1953 году вторая дочь — Адри. Его внук — Бас ван ден Бринк, был профессиональным футболистом.
Умер 28 декабря 2001 года.